# دراسة صحة التمريض
كانت دراسة صحة الممرضات، التي أجراها فرانك إسبايزير عام 1979، والدراسة الثانية لصحة الممرضات، التي أجراها الطبيب والتر ويليت عام 1989، الدراستين الأكثر تميزًا بين الدراسات الوبائية طويلة المدي، والتي تهدف إلى تأريخ صحة النساء. وقد رصدت الدراسة منذ عام 1976 عدد 121700 ممرضة معتمدة رسميًا، ورصدت الدراسة الأخرى 116000 ممرضة منذ 1989، وكانتا ترميان إلى تقييم عوامل مخاطر الإصابة بالأمراض القلبية الوعائية و مرض السرطان. وتأتي الدراستان ضمن التحقيقات الأكثر شمولاً بشأن عوامل المخاطر المتعلقة بإصابة النساء بالأمراض المزمنة الكبرى. وشملت الدراستان مجموعة من الطبيبات السريريات، وعددًا من اختصاصيات الوبائيات والعاملات في مجال الإحصاء ممن تعملن في معمل تشانينج (Channing Laboratory). ومن المنظمات المشاركة من مجتمع ماساتشوستس الطبي: مدرسة طب هارفرد ومدرسة هارفرد للصحة العامة، والعديد من المستشفيات التابعة لهارفرد، بما في ذلك مستشفى بريجام للمرأة ومعهد دانا فاربر للسرطان ومستشفى بوسطن للأطفال ومركز الشماسة بيث إسرائيل الطبي.
وهناك دراسة الآن تُسمى «الدراسة الثالثة لصحة الممرضات» تستقدم مجموعة جديدة من النساء البالغ عددهن حوالي 100 ألف امرأة تتراوح أعمارهن بين العشرين والسادسة والأربعين من الممرضات الممارسات اللاتي حصلن على إجازة أو الممرضات المعتمدات رسميًا (أو من يدرسن للحصول على الإجازة).

## التصميم
هناك مجموعة من الممرضات بين سن الثلاثين والخامسة والخمسين تم استقصاء حالتهن للمرة الأولى في عام 1976، ويخضعن منذ ذلك الحين للكشف الدوري مرة كل عامين. وتم تسجيل مجموعة ثانية من الممرضات عام 1989.
ومع مرور الوقت، تم إضافة بعض الأسئلة، أجدرها بالملاحظة كان عن تقييم النظام الغذائي الذي أُضيفَ عام 1980. وكانت تتم متابعة حالات الوفاة عن طريق الأقارب أو هيئة البريد. وفي الحالات التي سمحت بجمع توثيق أشمل عن حالات الوفاة التي تسببت فيها الإصابة بمرض القلب والأوعية الدموية ومرض القلب التاجي، لم تجمع الدراسة شهادات الوفاة فحسب، بل جمعت تقارير التشريح المتوفرة وسجلات أخرى أيضًا. وكانت متابعة أسباب الوفاة تتحسن مع الوقت بنسبة تفوق 98%.
وفي عام 1996، تم تسجيل أكثر من 16000 طفل من أبناء النساء المسجّلات في المجموعة المشاركة في «الدراسة الثانية لصحة الممرضات» لدراسة ومتابعة حالاتهم الخاصة، وسُميت هذه الدارسة الخاصة بأبناء النساء دراسة حالة النمو اليوم أو (GUTS).

## دراسات مختارة
ساهمت تلك الدراسات في نشر مئات المقالات حول موضوعات مشابهة.
وقد درس الباحثون في تلك الدراسات آثار التعرض للتدخين وتناول وسائل منع الحمل عن طريق الفم ومعاقرة الكحوليات والأنظمة الغذائية على مخاطر الإصابة بالأمراض.
|                              | سرطان الثدي                                                                                | مرض القلب التاجي/السكتة الدماغية | سرطان القولون | كسر الورك | الوظيفة المعرفية                                                                                  | أمراض العيون |
| ---------------------------- | ------------------------------------------------------------------------------------------ | --- | --- | --- | ------------------------------------------------------------------------------------------------- | --- |
| التدخين                      | لا توجد علاقة مع التدخين في الماضي أو التدخين الحالي                                       | هناك ارتباط قوي وإيجابي بمرض القلب التاجي والسكتة الدماغية؛ وتقل مخاطر الإصابة بالمرض خلال سنتين إلى أربع سنوات من التوقف عن التدخين. | يُزيد مخاطر الإصابة بسرطان القولون | يُزيد مخاطر كسر الورك بالنسبة للمدخنين الحاليين. وتزيد المخاطر مع زيادة عدد السجائر التي يتم تدخينها يوميًا. | لم يتم رصده.                                                                                      | يُزيد من مخاطر الإصابة بمرض إعتام عدسة العين "الساد" والتنكس البقعي المتقدم "الرطب" (الدرجة الأكثر خطورة من الإصابة بالتنكس البقعي المرتبط بالعمر).                       |
| وسائل منع الحمل عن طريق الفم | يزيد الاستعمال الحالي من المخاطر. ولا يؤثر الاستعمال في الوقت الماضي.                      | يزيد الاستعمال الحالي من المخاطر. ولا يؤثر الاستعمال في الوقت الماضي. | يقلل من مخاطر الإصابة بسرطان القولون. | لم يتم رصده. | لم يتم رصده.                                                                                      | يقلل من مخاطر الإصابة بالتنكس البقعي المتقدم "الرطب". |
| الكحوليات                    | مشروب أو أكثر في اليوم يزيد من المخاطر.                                                    | يؤثر شرب الكحوليات على مخاطر الإصابة بمرض القلب التاجي. | تزيد المخاطر عند شرب مشروبين أو أكثر في اليوم. | الاستهلاك الكثير يزيد من مخاطر الإصابة بكسر الورك. ومع ذلك، ترتبط كثافة العظام بالاستهلاك القليل أو المعتدل. | الاستهلاك المعتدل (بمعدل نصف كوب إلى كوبٍ يوميًا) يؤثر على مخاطر الإصابة بالضعف الإدراكي.           | لا علاقة له بأمراض العين المرتبطة بالسن. |
| النظام الغذائي               | تزيد مخاطر الإصابة بسرطان الثدي السابق لانقطاع الطمث (سن اليأس) بزيادة تناول اللحم الأحمر. | يقلل النظام الغذائي المتبع في دول البحر المتوسط من مخاطر الإصابة بمرض القلب التاجي والسكتة الدماغية. ويقلل تناول الأسماك من مخاطر الإصابة بالسكتة الدماغية. يقلل تناول الحبوب الكاملة والجوز من مخاطر الإصابة بمرض القلب التاجي. تزيد الكربوهيدرات المكررة والدهون غير المشبعة من مخاطر الإصابة. | تقل مخاطر الإصابة عند زيادة تناول الأطعمة التي تحتوي على حمض الفوليك وفيتامين بي 6 والكالسيوم وفيتامين دي. تزيد المخاطر مع زيادة تناول اللحوم الحمراء والمعبأة. | انخفاض المخاطر مع تناول مكمّلات كالسيوم بالنسبة للنساء اللائي تحتوي أنظمتهن الغذائية على كميات منخفضة من الكالسيوم؛ ولا تؤثر الأنظمة الغذائية التي تحتوي على كميات كبيرة من الكالسيوم. وتقل المخاطر مع تناول فيتامين دي، بينما تزيد مع تناول الرتينول (فيتامين أ1). | تقل مخاطر الإصابة بالضعف الإدراكي عند تناول الكثير من الخضروات، لا سيما تلك التي تحتوي على ألياف. | تقل مخاطر الإصابة بمرض إعتام عدسة العين "الساد" والتنكس البقعي المتقدم عند تناول بعض مضادات السموم. وقد تقل مخاطر الإصابة بهذين المرضين عند تناول كمية كبيرة من الأسماك. |

## وصلات خارجية
- Channing.harvard.edu - 'The Nurses' Health Study', Channing Laboratory, Harvard University

Video
- Video series on history of Nurses' Health Studies

Audio
- PBS Frontline interview with Walter Willett (April 8, 2004)